# Domburg-Binnen
Domburg-Binnen — ou en français : Dombourg-Intérieur — est une ancienne commune néerlandaise de la province de la Zélande, située sur la presqu'île de Walcheren.
Domburg-Binnen (Dombourg-intérieur ou intra muros) correspondait à la ville même de Dombourg. Le 1er janvier 1816, Domburg-Binnen et Domburg-Buiten fusionnèrent pour former une seule commune Dombourg, regroupant ville et campagne.
Les relevés des habitants de 1840 mentionnent encore séparément le nombre d'habitants de Domburg-Binnen, soit 641 habitants pour 114 maisons.